# Young Frankenstein
Young Frankenstein (br: O Jovem Frankenstein; pt: Frankenstein Júnior) é um filme norte-americano de 1974, dos gêneros comédia, ficção científica e terror, dirigido por Mel Brooks, com roteiro baseado em livro de Mary Shelley.
Foi rodado em preto e branco e utilizou como cenário o mesmo castelo do filme Frankenstein, de 1931.

## Sinopse
Ao receber o testamento de seu avó, o professor universitário Dr. Frederick Frankenstein faz a viagem que mudará sua vida: vai à Transilvânia para reivindicar a herança. Ao chegar, é recebido por Igor, um corcunda vesgo. Acompanhados por Inga, a sexy assistente arrumada para Frederick, eles vão para o castelo de Frankenstein e são recebidos por Frau Blücher, uma serva assustadora de seu avô, cujo nome quando é dito, faz assustar os cavalos.
Após uma exploração noturna, Frederick encontra o livro intitulado "Como Consegui", de seu avô, e inicia uma aventura para realizar o maior dos experimentos: dar vida a um tecido inanimado.

## Elenco
- Gene Wilder .... Dr. Frederick Frankenstein
- Peter Boyle .... Monstro
- Marty Feldman .... Igor
- Madeleine Kahn .... Elizabeth
- Cloris Leachman .... Frau Blücher
- Teri Garr .... Inga
- Kenneth Mars .... Hans Wilhelm Friederich Kemp
- Richard Haydn ....Gerhard Falkstein
- Liam Dunn .... Sr. Hilltop
- Danny Goldman .... estudante de Medicina
- Gene Hackman .... cego

## Principais prêmios e indicações
Oscar 1975 (EUA)
- Recebeu duas indicações nas categorias de melhor roteiro adaptado[carece de fontes?]e melhor som[carece de fontes?].

Globo de Ouro 1975 (EUA)
- Recebeu duas indicações nas categorias de melhor atriz - comédia/musical (Cloris Leachman)[carece de fontes?] e melhor atriz coadjuvante (Madeline Kahn)[carece de fontes?].